# Asteria
Asteria (in greco antico: Ἀστερία?, Asterìā) è un personaggio della mitologia greca, figlia della titanide Febe e del titano Ceo.

## Genealogia
Sorella di Latona, sposò il titano Perse che le diede la figlia Ecate.

## Mitologia
Per sfuggire alle avances di Zeus, che si era trasformato in un'aquila per raggiungerla, Asteria si trasformò in una quaglia e si gettò nel mar Egeo dove si trasformò in un'isola che prese il nome di Ortigia, ovvero "isola delle quaglie".
Su quest'isola Leto (sorella di Asteria) trovò asilo e vi partorì Artemide e Apollo, facendo sì che l'isola si circonfondesse di luce e che per questo motivo fu chiamata Delo ("la chiara, la luminosa"). 

Il nome di Delo risulta inoltre in coerente simmetria con la parola "asteria" che significa "stella".
Nonno di Panopoli aggiunge un finale leggermente diverso scrivendo che dopo che Asteria si gettò in mare, fu Poseidone che continuando a cercarla fece sì che Asteria si trasformasse nell'isola di Delo (in greco Delos dal verbo deloo che significa “mostrare"), facendosi aiutare da Apollo che la radicò immobile tra le onde.